# Gargnano
(Bongiovanni Grattarolo, Historia della Riviera di Salò)
Gargnano (Gargnà in dialetto gardesano) è un comune italiano di 2 632 abitanti della provincia di Brescia in Lombardia. È situato a 50 km a Nord-Est di Brescia, sul Lago di Garda. La sua intera area comunale è compresa all'interno del Parco regionale dell'Alto Garda Bresciano.

## Geografia
Il comune si estende per quasi 80 chilometri quadrati, con l'abitato principale sede della maggior parte della popolazione. Il comune conta ben dodici frazioni disperse nei rilievi e colline moreniche settentrionali dell'alto Garda e diverse località. Dal 1962, con la costruzione della diga di Ponte Cola (sbarrando il torrente Toscolano) nel territorio comunale è inoltre compresa una parte del lago di Valvestino che ne costituisce le acque interne.
La frazione più distante, Costa, detiene un curioso primato: è, insieme a pochi altri esempi, una delle frazioni più distanti dalla sede comunale (18 km).
L'abitato è dominato sul lato del lago dal monte Comer, con un'elevazione di 1281 metri sul livello del mare. Sono presenti innumerevoli itinerari turistici per escursioni lungo i sentieri.
Gargnano è attraversato dalla Strada Statale 45 Bis Gardesana Occidentale la quale segue l'andamento della costa del lago. Da Nord di Gargnano a Riva del Garda su tale strada è vietata la circolazione agli autocarri e autotreni, data la larghezza ridotta della carreggiata e la presenza di strette gallerie. Come mezzi pesanti, possono quindi solo circolare solamente gli autobus della SIA e dell'ATV opportunamente autorizzati.
Dal paese inoltre ha origine la Strada Provinciale 9 che attraversando tortuosamente la Valvestino conduce ai comuni di Valvestino, Capovalle ed infine Idro.

## Storia
Il nome del paese compare per la prima volta in un documento del 937 come Garniano, forse derivato dal personale latino Garenius. Documenti di Tito Livio e lapidi, testimoniano la presenza di Etruschi, Celti, Cenomani e Romani.
 Nel  1027 Corrado II il Salico, imperatore del Sacro Romano Impero e Re d'Italia,  donò la contea di Trento, quindi anche la Val Vestino,  al vescovo Udalrico II e ai suoi successori e, nel 1035, fece lo stesso donando il territorio di Gargnano, al vescovo di Brescia, Ulderico I, e ai suoi successori, da allora le due comunità diventarono per sempre confinanti.
Dal 1350 al 1426 il territorio di Gargnano fu dominio dei Visconti come capoluogo di quadra nella Magnifica Patria, per poi seguirne la storia sotto il dominio della Repubblica di Venezia. Successivamente alla scomparsa della Serenissima sarà annesso alla Repubblica Bresciana, di cui seguirà le sorti sotto la dominazione napoleonica, come capoluogo di cantone, e poi asburgica fino al Regno d'Italia.
Nel 1943 Gargnano ospitò Mussolini che vi arrivò il 10 ottobre, dove occupava, in località San Giacomo, Villa Feltrinelli (oggi hotel di lusso). Il Duce, che aveva da poco istituito la Repubblica Sociale Italiana, viveva nella villa con la moglie, donna Rachele e figli Romano e Anna Maria.

### La secolare contesa del monte Fassane tra il Comune di Bollone e Gargnano e la definizione dei confini tra l’Austria e la Repubblica di Venezia del 1753
Il 31 agosto del 1752, con il Trattato di Rovereto, la commissione bilaterale istituita per la verifica dei confini tra la Repubblica di Venezia e l’Impero austriaco, composta dal Commissario imperiale regio, il conte Paride di Wolkenstein, dal conte Giuseppe Ignazio de Hormaijr e dal delegato veneto Pietro Correr, sentenziava sull’annosa questione del monte Fassane conteso fra il Comune di Bollone e quello di Gargnano e inutilmente risolta nonostante le antecedenti convenzioni stipulate fra le parti in causa risalenti al 1470 e al 1723. La proprietà promiscua di questo monte, giuridicamente appartenente al territorio del Comune di Gargnano, ma da tempi immemorabili goduta regolarmente da quello di Bollone, aveva generato animose e continue liti fra i rispettivi abitanti che vi possedevano fondi agricoli. Un primo accordo stabilito nel lontano 1470, confermato nei contenuti anche nel 1723, prevedeva espressamente “che l’istessi Comune ed uomini de Bolono possino, et vagliono pascolar a loro piacere, e tagliar legnami se suo uso solamente nel medesimo in qual uso s’intenda per fabricar case, overo baite per l’istessi di Bolono solamente in detto monte come sopra e parimente siino tenuti ricever l’investitura del medesimo monte di nove anni in nove dal Comun ovver dal Sindico del Comune di Gargnano e pagare per affitto livello del monte alla festa dell’Epifania o entro la sua ottava soldi 32 di planeti”  , mentre ai Gargnanesi era concessa la piena facoltà di pascolare il bestiame, falciare i foraggi e tagliare i legnami senza nessuna limitazione di sorta. Come al solito i patti non furono rispettati e l’11 agosto del 1751 il provveditore veneto di Salò, Giovanni Valier, con una lettera informava la sopra citata commissione che da poco tempo era stata nominata dai due governi, che i Bollonesi avevano nuovamente violato gli accordi pascolando abusivamente in località Smalze 146 pecore e capre suscitando, per di più, la giusta reazione dei suoi amministrati Gargnanesi con il sequestro di tutti gli animali e la cacciata in malo modo dei ragazzi e delle donne che custodivano il suddetto gregge. Il mese successivo, il 4 settembre, il conte Giuseppe Nicolò Lodron veniva informato dai Bollonesi dell’avvenuta riconsegna, a seguito dell’interessamento del provveditore, del bestiame sequestrato previo “pagamento di 50 lire oltre 100 lire o più di spese varie qua e là per procurar la restituzione”. La reazione del conte fu durissima; a sua volta informava e richiedeva perentoriamente alla commissione “di condannare la comunità di Gargnano a rifar non solo la comunità di Bolone dagli danni avuti per lo spoglio degli animali ma anche a dichiarar la montagna entro intieramente i confini del territorio Lodroneo e della comunità di Bolone”. Alla fine si arrivò al sodo e “per allontanare adunque ogni pericolo di nuove dissensioni, fu stabilito dalla Commissione di voler levare intieramente ed estinguere la promiscuità, mediante una proporzionata divisione del monte Fassane sudetto, assegnandone a cadauno de memorati due communi la sua parte, la quale possano privatamente godere”. La parte destra, ossia a sud, toccò a Gargnano con la riconferma del diritto di proprietà sull’intero monte, quella sinistra, a nord, corrispondente all’attuale Valle di Fassane a Bollone, che a sua volta s’impegnava a pagare un canone annuo di 64 lire planet, ma con l’esonero degli affitti non pagati negl’anni precedenti. L'accordo del 1753 in sostanza arretrò il confine di Bollone dal Dosso o Pozza di Fassane alla Val Brusa con una perdita di alcuni ettari di terreno boscoso e pascolivo necessario all'economia di sussistenza di Bollone.

### Il vecchio confine di Stato di Lignago. Il Casello di Dogana di Gargnano detto della Patoàla e le sue due sezioni della Costa e di Capovalle

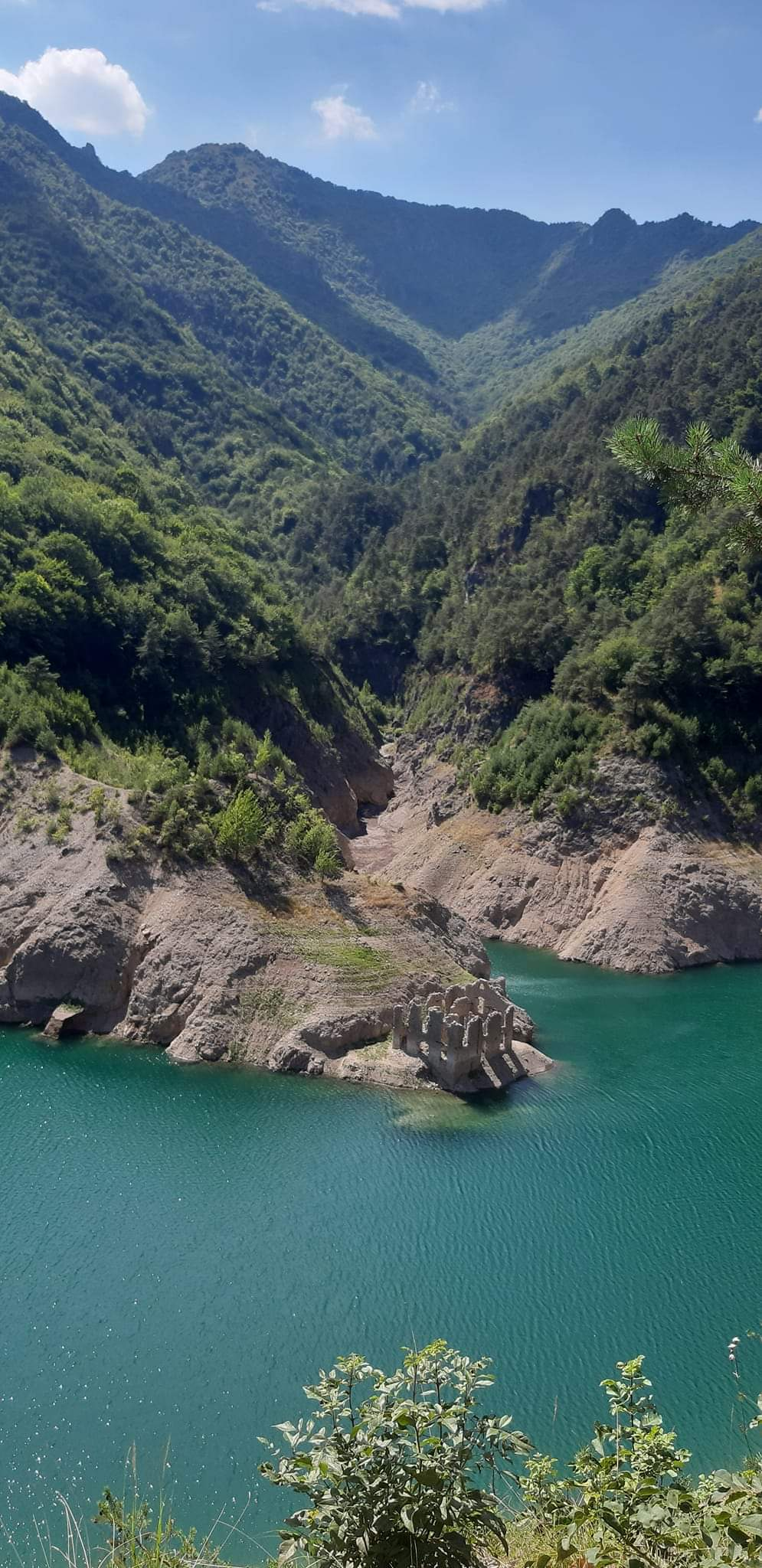
L'Ex regia dogana italiana di Gargnano della Regia Guardia di Finanzain località Patoàla, oltre la Valle di Fassane

Il territorio della Val Vestino divenne italiano ufficialmente il 10 settembre 1919 con il trattato di pace di Saint Germain: verso il 1934 fu posizionata per volontà dell'allora segretario comunale di Turano, Tosetti,  una targa lapidea all'inizio della Valle del Droanello presso l'ex strada provinciale che correva lungo il greto del torrente Toscolano, nella località Lignago. Essa indicava il vecchio confine esistente tra il Regno d'Italia e l'Impero d'Austria-Ungheria dal 1802 fino al termine della Grande Guerra, nel 1918. Questa lapide fu poi ricollocata con la costruzione dell'invaso artificiale nel 1962 nella posizione attuale, sempre in località Lignago, presso il terzo ponte del lago di Valvestino, detto della Giovanetti prende il nome dalla ditta che lo costruì, mentre a poca distanza da questa l'edificio della vecchia caserma della Patoàla della Regia Guardia di Finanza è oggi sommerso dalle acque della diga. Questo era stato costruito nel XIX secolo, quando ancora il lago non c’era, serviva a controllare il transito delle merci attraverso il confine. Fu poi dismesso dopo la fine della guerra e delle ostilità, esattamente nel 1919.
Un casello di dogana esisteva originariamente al Ponte Cola, già a partire dal 1859 a seguito della cessione da parte dell'Austria, sconfitta, della Lombardia al Regno d'Italia, precisamente sul Dosso di Vincerì, ove sorge l'attuale diga del lago di Valvestino. Infatti il 30 dicembre 1859 il re Vittorio Emanuele II istituì nelle provincie della Lombardia gli uffici di dogana a Gargnano, Salò, Limone del Garda, Anfo, Ponte Caffaro, Bagolino e Hano (Capovalle), quest'ultimo dipendente dalla sezione di Maderno e dall'Intendenza di Finanza di Brescia. Due mesi dopo, con la circolare del 20 febbraio 1860 n.1098-117 della Regia Prefettura delle Finanze inviata alle Intendenze di Finanza del Regno si emanavano le prime disposizioni a riguardo della vigilanza sulla linea di confine di Stato e prevedeva che: "Nella Provincia di Brescia e sotto la dipendenza di quell' Intendenza delle Finanze si stabilirà un'altra Sezione della Guardia di finanza che avrà il N. XIII ed il cui Comando risiederà a Salò, per la Dirigenza dei Commissariati di Salò e di Vestone, e inoltre di un Distretto di Capo indipendente a Tremosine incaricato della sorveglianza del territorio al disopra di Gargnano".
Nel 1870 era già attiva la sezione del Casello di Gargnano presso l'abitato di Hano, sul Dosso Comione, a controllo dell'accesso carrabile della Val Vestino verso Moerna e come ricevitore reggente di 8ª classe figurava Vincenzo Bertanzon Boscarini. Ma è nel 1874 con il riordino delle dogane che il casello fu spostato più a nord in località Patoàla e chiamato nei documenti ufficiali Casello di Gargnano con due sezioni di Dogana: una a Bocca di Paolone e l'altra a Hano, Capovalle, in località Comione. Secondo la legge doganale italiana del 21 dicembre 1862, i tre caselli essendo classificati di II ordine classe 4ª, avevano facoltà di compiere operazioni di esportazione, circolazione e importazione limitata, e III classe per l'importanza delle operazioni eseguite, era previsto che al comando di ognuno vi fosse un sottufficiale, un brigadiere. I militari della Regia Guardia di Finanza dipendevano gerarchicamente dalla tenenza del Circolo di Salò per il Casello di Gargnano (Patoàla), la sezione di Bocca di Paolone e la caserma di monte Vesta, la sezione di Hano (Comione) dalla tenenza di Vesio di Tremosine,  mentre le Dogane dalla sede della Direzione di Verona.

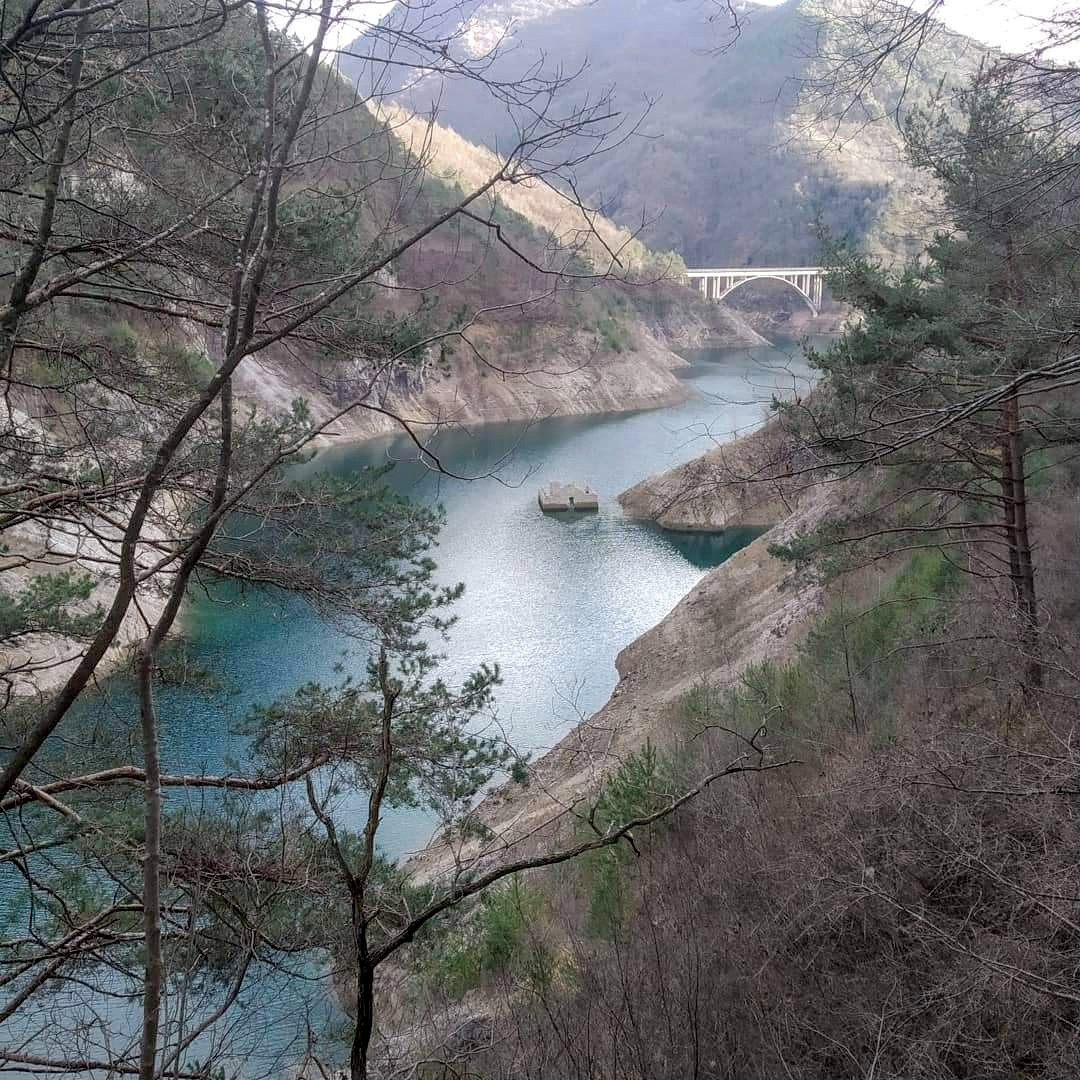
L'Ex regia dogana italiana di Gargnano della Regia Guardia di Finanza alla Patoàla, oltre il ponte sul Rio Costa

La caserma sul monte Vesta e quella di Bocca Paolone furono costruite nel 1882, quest'ultima fu ampliata nel 1902 ed era considerata una sezione della Dogana, come quella di Hano a Comione i cui lavori di rifacimento terminarono nel 1896, in quanto collocata in un luogo distante dalla linea doganale, classificato come un posto di osservazione per vigilare ed accettare l'entrata e l'uscita delle merci. Le casermette dette demaniali di monte Vesta con quelle di Coccaveglie a Treviso Bresciano e più a sud del Passo dello Spino a Toscolano Maderno e della Costa di Gargnano completavano la cinturazione della Val Vestino con lo scopo principale del controllo dei traffici e dei pedoni sui passi montani. Le merci non potevano attraversare di notte la linea doganale,  ossia mezz'ora prima del sorgere del sole e mezz'ora dopo il tramonto dello stesso. Era previsto dalle disposizioni legislative che la "Via doganale" fosse "la strada che dalla valle Vestino mette nel regno costeggiando a diritta il fiume Toscolano: rasenta quindi la cascina Rosane e discende al fiume Her, ove si dirama in due tronchi, uno dei quali costeggiando sempre il detto fiume conduce a Maderno e l'altro per la via dei monti discende a Gargnano". Le pene per il contrabbando erano alquanto severe, prevedendo oltre all'arresto nei casi più gravi, la confisca delle merci o il pagamento di un valore corrispondente, la perdita degli animali da soma o da traino, dei mezzi di trasporto sopra cui le merci fossero state scoperte. Temperava, però, tale eccessivo rigore, il sistema delle transazioni, grazie alle quali era possibile concordare l'entità della sanzione applicabile, anche con cospicue riduzioni della pena edittale.
A seguito del trattato commerciale tra il Regno e l'Austria-Ungheria del 1878 e del 1887 furono consentite particolari agevolazioni ad alcuni prodotti pastorali importati dalla Val Vestino qualora fossero accompagnati dal certificato d'origine. Era previsto che la Dogana di Casello della Patoàla nel comune di Gargnano, della sezione di Casello di Bocca di Paolone a Tignale o della sezione di Casello di Comione a Capovalle dovessero ammettere, come una riduzione del 50 per cento sul dazio: 25 quintali di formaggio, 65 di burro e 30 di carne fresca.
Nel 1892 le esenzioni fiscali fin lì praticate non furono bene accolte da alcuni politici del parlamento del Regno, che sottolinearono negli atti parlamentari: "Né vogliamo passare sotto silenzio i pensieri che hanno destato in noi le nuove clausole per la magnesia della Valle di Ledro e i prodotti pastorali di Val Vestino. Con queste clausole si aumenta, a favore dell'Austria, il numero, già abbastanza ragguardevole, delle eccezioni, mediante le quali le due parti contraenti accordano favori ristretti ai prodotti di determinate provincie. Vivi e non sempre ingiusti sono i reclami sollevati in varie parti del Regno da questa parzialità di trattamento e sarebbe stato desiderabile che, come fu fatto nel 1878 rispetto ai vini comuni, si tentasse di estendere i patti dei quali si discorre a tutte le provincie. Non dubitiamo che il Governo italiano si sia adoperato a tal fine con intelligente sollecitudine, ma dobbiamo rammaricarci che non ha ottenuto l'intento". Nello stesso anno, l'Intendenza di Finanza di Brescia rendeva noto che con decreto regio del 25 settembre, la sezione di Hano della Dogana di Gargnano veniva elevata a Dogana di II ordine e III classe.
Nel 1894 l'importazione consisteva in: "Carne fresca della Valle di Vestino importata per la Dogana di Casello, totale 196 q. Burro fresco della Valle Vestino importato per la Dogana di Casello, totale 2.048 q. Formaggio della Valle Vestino importato per la Dogana di Casello, totale 63.773 q.".
Nel 1897 l'Annuario Genovese chiariva le nuove disposizioni riguardanti la fiscalità dei prodotti importati: «Per effetto del trattato con l'Austria-Ungheria, il burro di Valle Vestino, importato per la dogana di Casello con certificati di origine, rilasciati dalle autorità competenti, è ammesso al dazio di lire 6.25 il quintale se fresco, ed al dazio di lire 8,75 il quintale, se salato, fino alla concorrenza di 65 quintali per ogni anno.
Per effetto del trattato con l'Austria-Ungheria, il brindsa, specie di formaggio di pecora o di capra, di pasta poco consistente, e ammesso al dazio di lire 3 il quintale, fino alla concorrenza di 800 quintali al massimo per ogni anno, a condizione che l'origine di questo prodotto dell'Austria-Ungheria sia provata con certificati rilasciati dalle autorità competenti.
Per effetto dello stesso trattato, il formaggio (escluso il brindza) della Valle Vestino, importato per la dogana di Casello con certificati di origine rilasciati dalle autorità competenti, e ammesso al dazio di lire 5.50 il quintale fino alla concorrenza di 25 quintali per ogni anno».
Nel 1909 la Direzione delle Dogane e imposte indirette del Regno precisava che i Caselli doganali della Val Vestino erano due, quello della Patoàla e l'altro quello del Dosso Comione a Capovalle e la via doganale era: "La strada mulattiera, che dalla Val Vestino mette nel Regno per il ponte Her, ove si dirama in due tronchi che mettono l'uno al Casello, Maderno a Gargnano, e l'altro, seguendo le falde del monte Stino, ad Hano e Idro, costituisce la via doganale di terra poi transito delle merci in entrata e uscita.
Autorizzata all'attestazione dell'uscita in transito delle derrate coloniali, del petrolio ed altri generi di consumo, compreso il sale, trasportati per la dogana di Riva di Trento e destinati ai bisogni degli abitanti in Val Vestino".
Tra i vari avvicendamenti di servizio presso il Casello Doganale si ricorda nel 1911 quello del brigadiere scelto Aiuto Stefano assegnato, a domanda, alla reggenza della Dogana di Stromboli che venne sostituito, a domanda, dal brigadiere Aurelio Calva della Dogana di Luino. Con lo scoppio fella Grande Guerra il Casello perse importanza e nel 1916 con le nuove disposizioni: "Vigilanza sul servizio di vendita dei generi di privativa. Circolare 13 aprile 1916 n. 1412 ai Comandi di Tenenza e di Sezione della R. Guardia di Finanza e, per conoscenza, al Comandi di Legione della R. Guardia di Finanza di Venezia e Milano, ed ai Commissari Civili.
In dipendenza della circolare del 3 marzo 1916 n. 1430 (Doc. 149) con cui è stata determinata la circoscrizione dei reparti della Guardia di Finanza nei territori occupati, si comunicano al Comandi di Tenenza e Sezione le prescrizioni per la vigilanza sul servizio di smercio dei generi di privativa, che anche nelle nuove regioni si effettua col concorso di due organi di distribuzione: gli uffici di vendita e le rivendite. I primi hanno sede nel Comuni di Cervignano, Cormons, Caporetto, Cortina d'Ampezzo, Fiera di Primiero, Grigno, Ala e Storo, sono gestiti da sottufficiali del Corpo e provvedono nell'ambito della circoscrizione dei singoli distretti politici al rifornimento delle rivendite ivi istituite, tranne che per gli esercizi della Val Vestino e della Vallarsa, aggregate agli uffici di vendita di Salò e Schio".

### 1943, l'aviolancio a Vesta di Cima e le operazioni di recupero
Instaurata la Repubblica Sociale Italiana di Benito Mussolini nel nord Italia nel settembre del 1943, già l’8 dicembre avvenne uno dei primi lanci aerei alleati a sostegno delle forze partigiane delle Brigate Fiamme Verdi operanti nell'entroterra gardesano.
Difatti alla fine di ottobre il CLN di Brescia gestì i contatti con gli alleati e dalla fine di novembre i gruppi partigiani coordinati da Giacomo Perlasca erano in attesa dell'invio delle prime armi in Valle Sabbia. Inizialmente venne individuato un campo a Vesta di Cima tra il monte Vesta e il monte Pallotto, nel comune di Gargnano, presso la malga Salvadori di Bollone in Valvestino dove lanciare i rifornimenti e fu valutato “scomodo perché distante, ma abbastanza sicuro ed esteso”. Il lancio sembrava imminente già agli inizi di novembre, infatti alcuni uomini partirono da Nozza, Lavenone, Idro e Anfo per raggiungere il campo a Vesta di Cima. Una volta arrivati sul posto, questi gruppi rimasero ad aspettare per quindici giorni ma il volo fu rimandato diverse volte a causa del maltempo. Il campo rimase controllato fino al 28 novembre, dopodiché i gruppi dovettero allontanarsi a causa di una notizia di rastrellamento della Feldgendarmerie che in effetti sarebbe avvenuto il giorno successivo. L'8 dicembre, alle ore 19, "un aereo a bassa quota sorvola e gira per due volte da Vobarno a Degagna e al secondo la sua direzione è fra Gardoncello e Degagna. Il lancio doveva riuscire alla perfezione se non fosse stato sganciato qualche attimo prima, ingannati [gli aviatori] dal fuoco di carbonai situati fra Prato della Noce e Campiglio.
Il materiale cadde erroneamente lungo la valletta che dalla Degagna conduce a Campiglio e secondo Giorgio Bocca fu "l'unico lancio, sulle montagne della Lombardia, a titolo sperimentale, con armi e vestiario per trenta uomini". Si trattava di circa 20 quintali di materiale vario dei quali prontamente se ne impossessarono i montanari che nascosero, escluse le armi, nelle loro case e nei fienili ad uso proprio. Nei giorni seguenti l'equipaggiamento non poté essere recuperato dai partigiani data la reticenza della popolazione locale e solamente di fronte alla minaccia di fucilare qualcuno, donne e bambini cominciarono a collaborare indicando i luoghi dove trovare le armi ed il resto del rifornimento. Recuperata ogni cosa, il tutto fu trasportato e sistemato per essere avviato in un sicuro nascondiglio sul monte Spino. Nei primi di gennaio del 1944 un gruppo di partigiani delle "Fiamme Verdi" di Sabbio Chiese si recò in quella località per ritirare una parte delle armi e trasportarle in Val Trompia, ma la ricerca del materiale suscitò non poche resistenze tra i montanari, alcuni dei quali denunciarono ai Carabinieri le azioni di recupero da parte degli stessi, suscitando nel contempo anche l’interesse dei fascisti ed in particolare della “banda di Ferruccio Sorlini” delle Brigate Nere, al servizio dell'Ufficio Politico (UPI) della Questura di Brescia. Così il 13 gennaio nell’ambito di un rastrellamento che interessò la Val Trompia e la Valle Sabbia dall’11 al 16, una pattuglia di sei militi forestali catturò nella cascina di monte Spino i cinque partigiani incaricati di sorvegliare il nascondiglio della armi. In quell’occasione, furono sequestrate una trentina di bombe a mano, denaro e documenti che avrebbero dovuto comprovare la loro partecipazione alla Resistenza, oltre che, probabilmente, degli elenchi di nomi che avrebbero causato altri arresti ad Anfo, Vestone e Vobarno. I cinque furono portati a Gargnano e consegnati al Comando delle SS ove vennero interrogati dalla Guardia Nazionale Repubblicana.  Il giorno dopo furono tradotti prima al Comando dei Battaglioni M e poi all’imbocco della prima galleria dopo Gargnano,  in località Casel de la Tor, per essere fucilati. L’unico ad esserlo fu Mario Boldini, gli altri quattro furono tradotti nelle carceri di Canton Mombello di Brescia.

### Marzo 1945, l'ultimo duello aereo nei cieli del lago di Garda, la caduta dell'asso
Mancava solo un mese alla fine del secondo conflitto mondiale e il primo combattimento sul caccia di importazione tedesca Messerschmitt Bf 109 G.10 della Repubblica Sociale Italiana ebbe luogo nella tarda mattina di mercoledì 14 marzo 1945.  Il maggiore Adriano Visconti, asso dell'aviazione italiana accreditato nel dopoguerra di 10 vittorie aeree accertate in 600 missioni operative, comandante del 1º Gruppo caccia "Asso di bastoni", alle ore 11,  su allarme del Comando Tattico di Verona, decollò con altri 16 Messerschmitt  dall'aeroporto Campo della Promessa di Lonate Pozzolo, in direzione del Lago d'Idro. Qui alle ore 11.15, intercettò a 6.000 metri di quota, sulla verticale del lago di Garda, nella zona compresa tra Cadria, Cima Mughera e monte Puria, una formazione di B-25 Mitchell del 321th Bomber Group, che rientrava a Pisa dopo il bombardamento del ponte ferroviario di Vipiteno. Gli otto P-47 Thunderbolt di scorta del 350th Fighter Group attaccarono a loro volta i Messerschmitt italiani. Nel corso del breve combattimento alle 11.30 a San Vigilio di Concesio un Messerschmitt Bf 109 G.10, colpito al motore, tentò un atterraggio di fortuna su un prato e quando tutto sembrò andare per il meglio, tanto che il pilota aprì il tettuccio, negli ultimi metri l’aereo urtò contro un muretto, le lamiere del Bf 109 spezzarono il volto uccidendo il sergente maggiore Giuseppe Chiussi. Un altro Messerschmitt pilotato dal sergente Domenico Balduzzo cadde nel cielo del lago d'Idro schiantandosi in località Naveze a Pieve d'Idro,  il paracadute non funzionò ed il pilota Balduzzo trovò istantanea morte fra le rocce. La carcassa dell'aereo fu in parte «cannibalizzata» nei giorni seguenti dalla popolazione locale e poi recuperata in parte dall'autorità militare. Adriano Visconti attaccò frontalmente il Thunderbolt del 1/Lt. Charles Clarke Eddy, rivendicandone l'abbattimento, ma lo stesso comandante del 1º Gruppo fu colpito e ferito al volto dalle schegge del proprio parabrezza e costretto a lanciarsi con il paracadute che atterrando si impigliò su dei rami di un pino sito nei pressi del piccolo cimitero di Costa di Gargnano. Recuperato da una pattuglia motorizzata tedesca fu portato all'ospedale militare di Gardone Riviera per ricevere le prime cure mediche. Il bilancio della giornata fu drammaticamente negativo: tre piloti italiani morti e uno ferito, tre aerei abbattuti e sei danneggiati, a fronte di un solo P-47 dell'United States Air Force danneggiato. Lo stesso Benito Mussolini accompagnato da ufficiali tedeschi, dal terrazzo di Villa Feltrinelli a Gargnano, assistette al frastuono causato in cielo dagli aerei, dai colpi di cannone e mitragliatrici e dal rombo dei motori; il duello in quota era visibile sulla sponda occidentale del lago in quanto avveniva a circa 2.000 metri di quota. Il 15 marzo l'ANR attribuì a Visconti la vittoria e la segreteria inoltrò la pratica per richiedere il "Premio del Duce", le 5.000 lire che spettavano all'abbattitore di un monomotore. In realtà il P-47 Thunderbolt dell'americano Eddy rientrò alla base di Pisa con il velivolo danneggiato ed era di nuovo operativo il 2 aprile successivo in un'altra missione. Il Messerschmitt Bf 109 di Visconti "cadde oltre la Costa" a sei chilometri di distanza sulle montagne della Valle del Droanello, tra il territorio di Valvestino e quello del comune di Tignale, in provincia di Brescia dando origine ad un incendio boschivo. Testimoni affermarono che parte dell'aereo si schiantò, probabilmente nelle zone interne della Val Vestino a Magasa dove precipitò un serbatoio supplementare, non identificato, in località Rì o Capovalle così come il frammento di un'elica americana Aeroprop e il serbatoio supplementare di un P-47 Thunderbolt oggi conservati nel Museo dei reperti bellici di Capovalle mentre i resti più consistenti dell’aereo rinvenuto sui monti di Tignale furono smontati nei mesi successivi e ciò che poteva essere recuperato fu trattenuto da coloro che avevano assistito all’accaduto. Una piccola parte di metallo del velivolo riconducibili a un serbatoio, a quelli di un trasmettitore radio, grosse porzioni di alluminio avio con scritte che non lasciano adito a dubbi, saranno ritrovati sulle montagne di Tignale a Cima Carbonere e identificati nel 2019 dagli esperti dell’associazione Air Crash Po e Romagna Air finders.

### Simboli
Lo stemma è stato riconosciuto con D.P.C.M. del 26 settembre 1960.
Il gonfalone, concesso con D.P.R. del 15 ottobre 1960, è un drappo di bianco.

## Monumenti e luoghi d'interesse

### Architetture religiose
- Chiesa di San Martino Vescovo, parrocchiale.
- Eremo di San Valentino

### Architetture storiche
- Palazzo Feltrinelli
- Villa Bettoni

## Società

### Evoluzione demografica
Abitanti censiti

## Geografia antropica

### Frazioni
| Frazione   | Popolazione | Distanza dalla sede comunale | Altitudine   |
| ---------- | ----------- | ---------------------------- | ------------ |
| Gargnano   | 1 007       | 0                            | 66 m s.l.m.  |
| Villa      | 282         | 1,3 km                       | 75 m s.l.m.  |
| Bogliaco   | 375         | 2,3 km                       | 75 m s.l.m.  |
| Villavetro | 197         | 3,2 km                       | 140 m s.l.m. |
| Fornico    | 143         | 4,4 km                       | 207 m s.l.m. |
| Zuino      | 82          | 4,9 km                       | 243 m s.l.m. |
| Muslone    | 115         | 5,9 km                       | 465 m s.l.m. |
| Sasso      | 159         | 9,1 km                       | 546 m s.l.m. |
| Navazzo    | 208         | 8,5 km                       | 497 m s.l.m. |
| Formaga    | 74          | 9,2 km                       | 587 m s.l.m. |
| Liano      | 43          | 9,2 km                       | 575 m s.l.m. |
| Costa      | 107         | 18,7 km                      | 750 m s.l.m. |
| Musaga     | 73          | 7,5 km                       | 454 m s.l.m. |
| Totale     | 2 877       |                              |              |

## Cultura
A Gargnano ha sede nel palazzo Feltrinelli il Centro d'Ateneo per la promozione della lingua e cultura italiana (CALCIF) dell'Università degli Studi di Milano. Vi si trova, inoltre, l'ex Istituto Statale d'Arte del Garda.
Gargnano è gemellata col comune tedesco di Waakirchen.

## Amministrazione

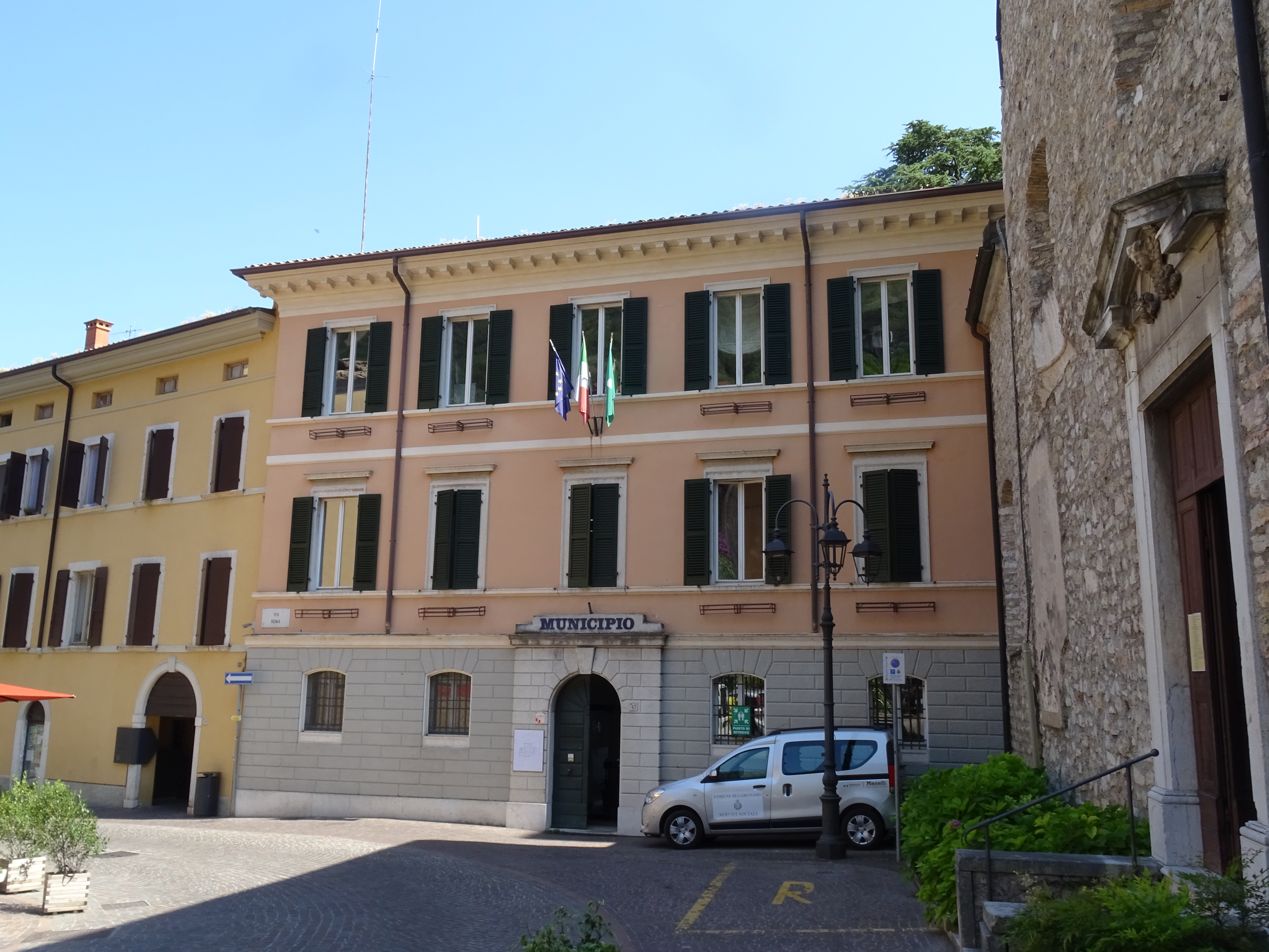
Il municipio.

| Periodo          | Periodo          | Primo cittadino      | Partito                       | Carica      | Note   |
| ---------------- | ---------------- | -------------------- | ----------------------------- | ----------- | ------ |
| 7 giugno 1993    | 14 maggio 2001   | Daniele Roscia       | Lega Nord                     | Sindaco     |        |
| 14 maggio 2001   | 1º dicembre 2003 | Marcello Festa       | lista civica di centro-destra | Sindaco     | [ 34 ] |
| 1º dicembre 2003 | 14 giugno 2004   | Zaira Romano         |                               | Commissario |        |
| 14 giugno 2004   | 26 maggio 2014   | Gianfranco Scarpetta | lista civica di centro-destra | Sindaco     |        |
| 26 maggio 2014   | in carica        | Giovanni Albini      | Lega                          | Sindaco     |        |

## Infrastrutture e trasporti
La storia dei trasporti del paese è solo recente, a causa della remota posizione che assumeva sino all'ottocento. Da quest'epoca al passato, le disponibili modalità non permettevano di raggiungere il paese se non via lago oppure per mezzo di strette e tortuose mulattiere.

### La strada
Negli anni venti dell'Ottocento si cominciò a discutere più apertamente a riguardo della costruzione di una strada che collegasse Salò a Gargnano, questione già ampiamente discussa ma accantonata in quanto scarsa di accordi tra i comuni di Volciano (oggi Roè Volciano), Vobarno, Portese, San Felice e lo stesso Salò. A complicare ulteriormente la questione, era la vicinanza di Gargnano all'Austria, il cui confine all'epoca correva con quello dell'odierno Trentino-Alto Adige. Questa particolare circostanza privava di facili conclusioni lo Stato, in quanto era costretto ad accordarsi per progetti, presentazioni di idee e collegamenti con i comuni situati anche più a Nord. Ne è un esempio il progetto degli ingegneri Chiodi e Benedetti, che prevedevano già nel 1834 una strada montana collegante Gargnano a Tignale, seguendo i paesini attorno a Tremosine per giungere a Limone in una prominente discesa: ciò non ebbe seguito in quanto i pareri con l'imperatore Ferdinando I furono discordanti. Chiaramente in quei periodi si aveva più un pensiero strategico-militare, e sicuramente fino all'unità d'Italia quest'ottica di eccessiva malavisione rovinò le avvincenti progettazioni degli ingegneri.

Compreso inoltre (dopo un progetto di Emilio Mantegazza del 1870) che una ferrovia non sarebbe stata l'ideale, per così poche terre lontane da Salò e dalla città di Brescia, prive altresì di industrie di così rilevante commercio (c'era la navigazione come trasporto ideale), è solo dopo il 1910 che viene realizzato e sistemato un collegamento ben transitabile con il paese. In dettaglio è nel 1914 che viene completato l'allargamento del tratto litoraneo compreso tra Toscolano e Bogliaco, aggirando le presenti limonaie dopo svariati mesi di scavi, modifiche e costruzioni.

Nel 1924 il traffico veicolare era ancora così sporadico che era uso comune dei turisti di posizionarsi al centro della strada per scattare fotografie anche in posa. Dopo il 1929 si procedette all'allargamento oltre la Valle della Torre (ubicata contiguamente alla Chiesa di San Martino), puntando alla realizzazione delle prime gallerie, che aggiravano così la vecchia Strada dei Dossi. Fu l'ingegner Cozzaglio ad ideare e progettare tutto il tratto della strada, fortemente voluta anche da D'Annunzio. Per arrivare a Riva del Garda si dovrà aspettare fino al 18 ottobre 1931, con l'inaugurazione della "Gardesana Occidentale".

### La tranvia

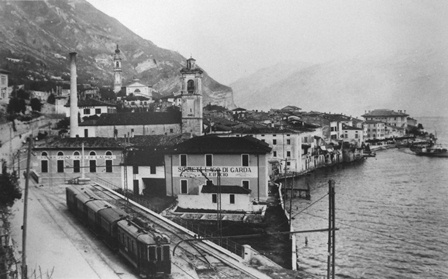
Tram a Gargnano

Gargnano ospitò fra il 1921 e il 1933 il capolinea settentrionale della tranvia Brescia-Salò-Gargnano. La tranvia venne poi elettrificata; a seguito di vicissitudini venne successivamente chiusa in via definitiva e sostituita da autobus extraurbani, gestiti fino al 2020 dalla SIA, oggi incorporata nel gruppo Arriva Italia.

## Galleria d'immagini

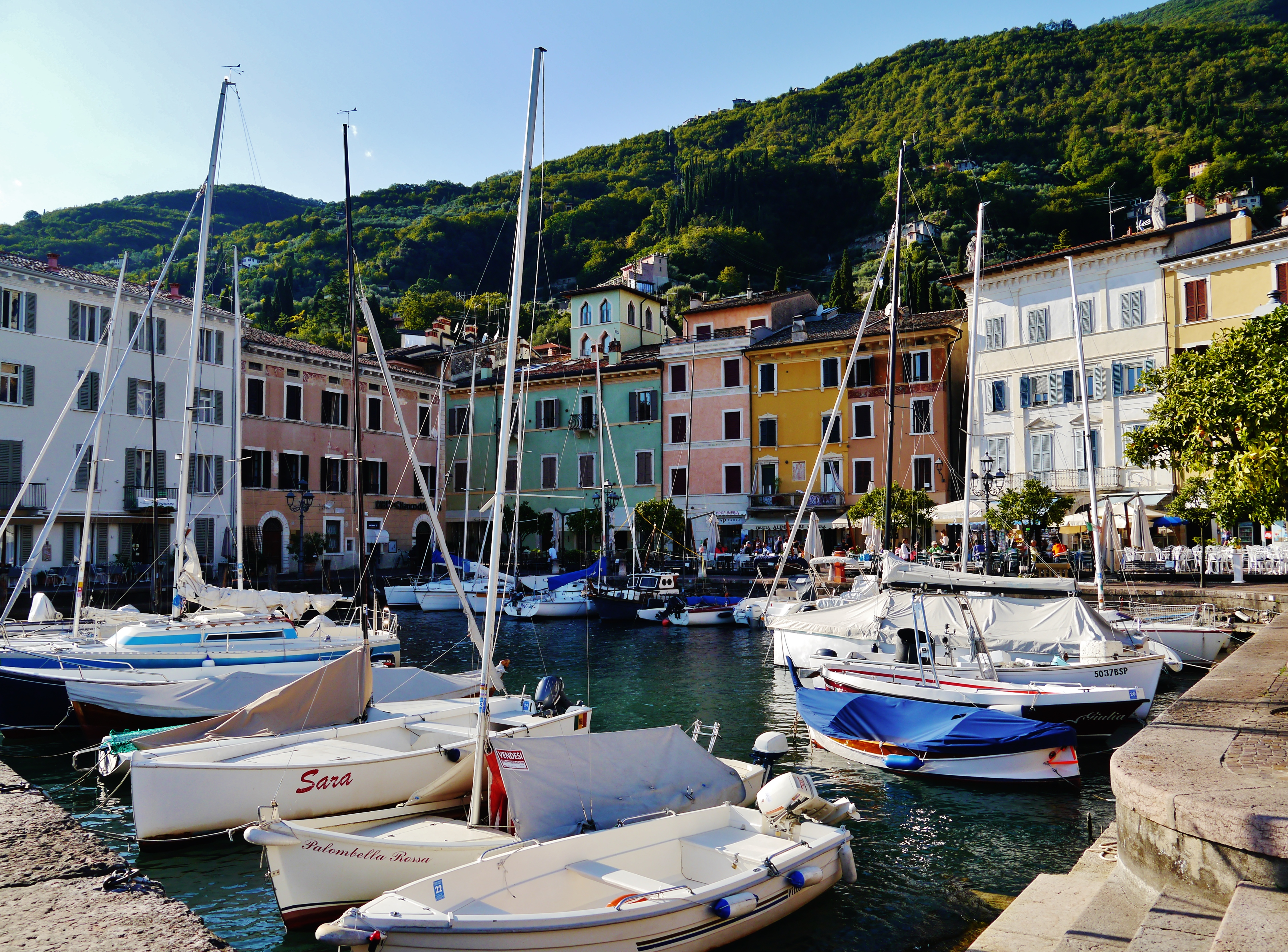
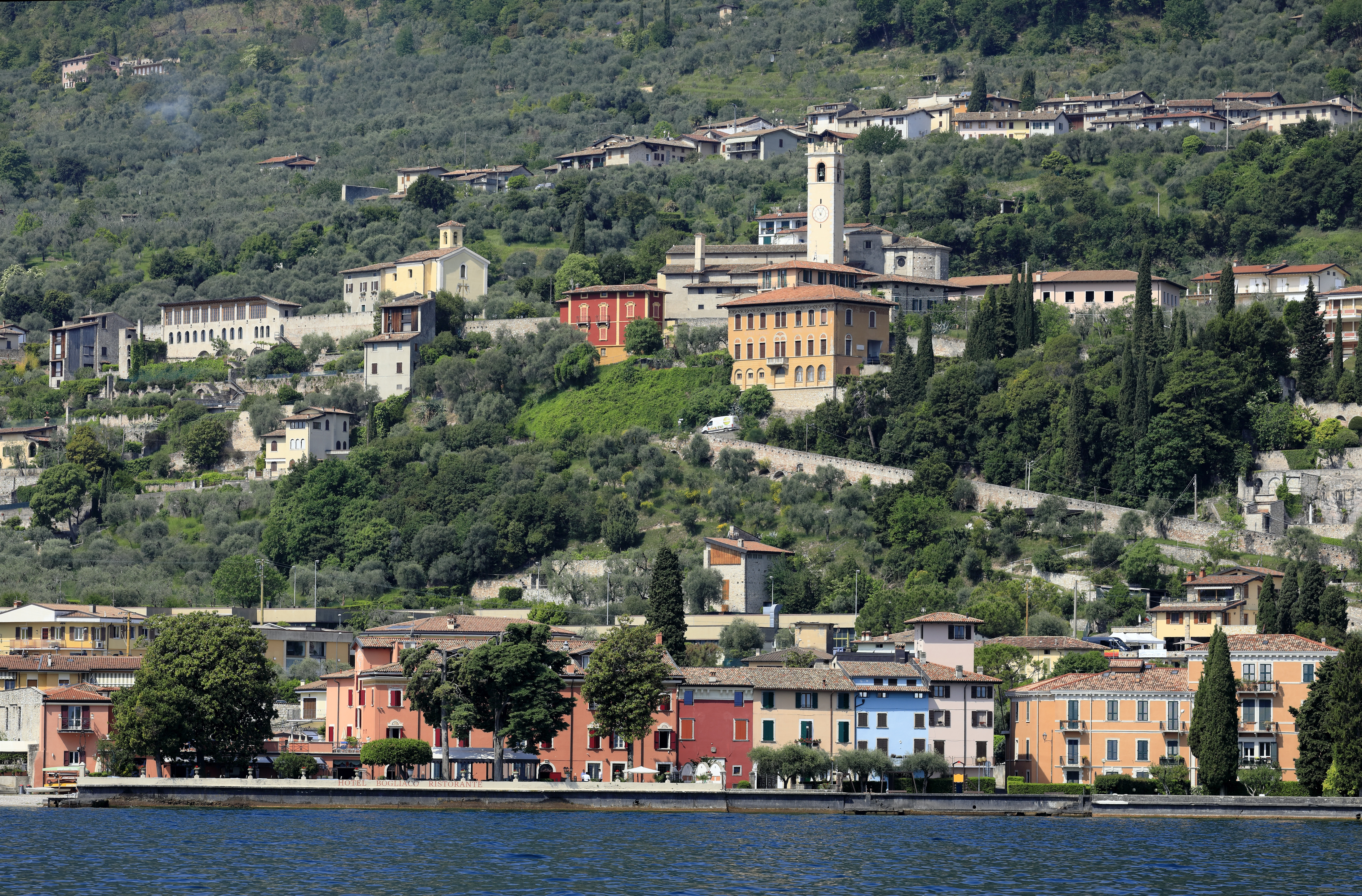
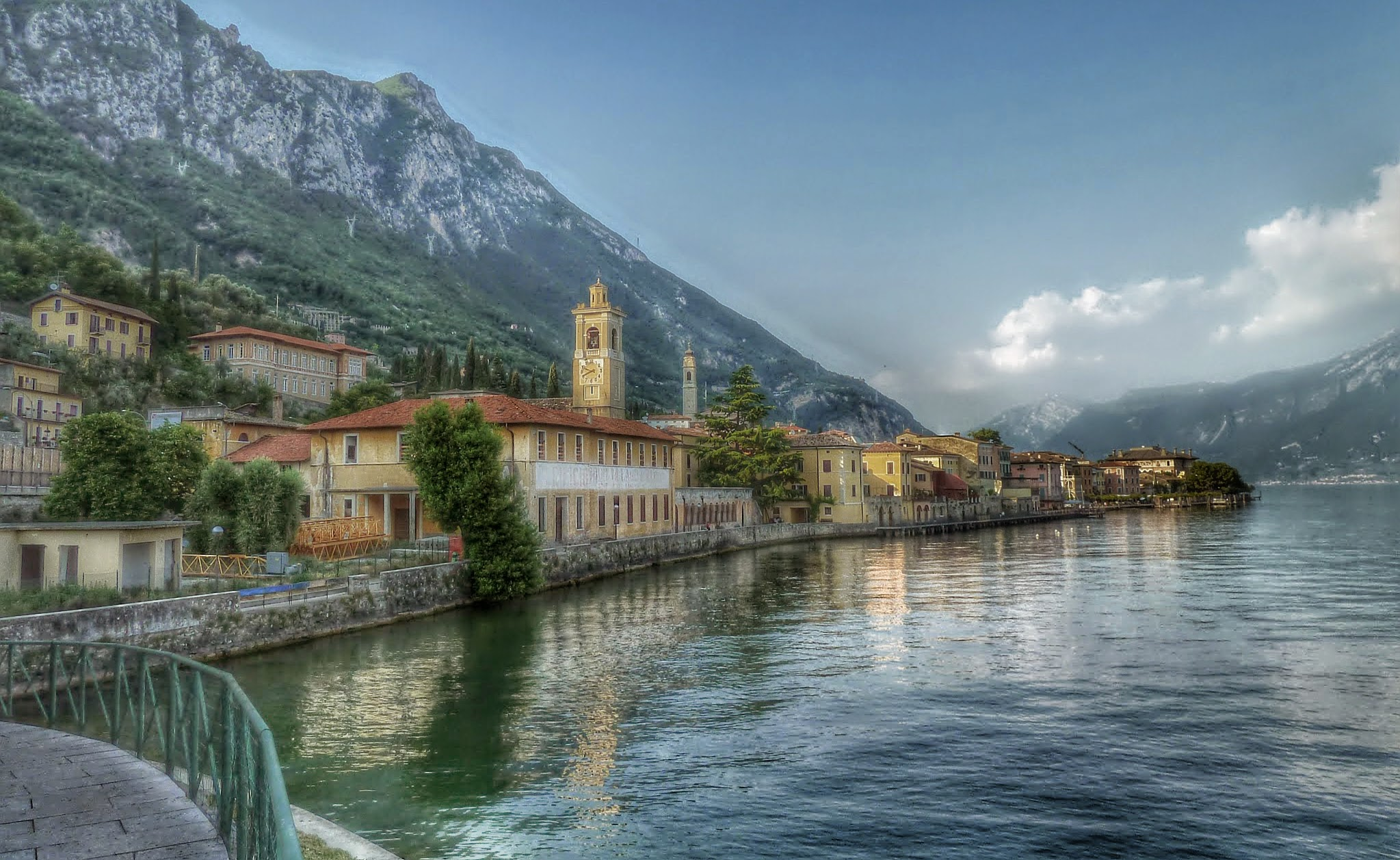
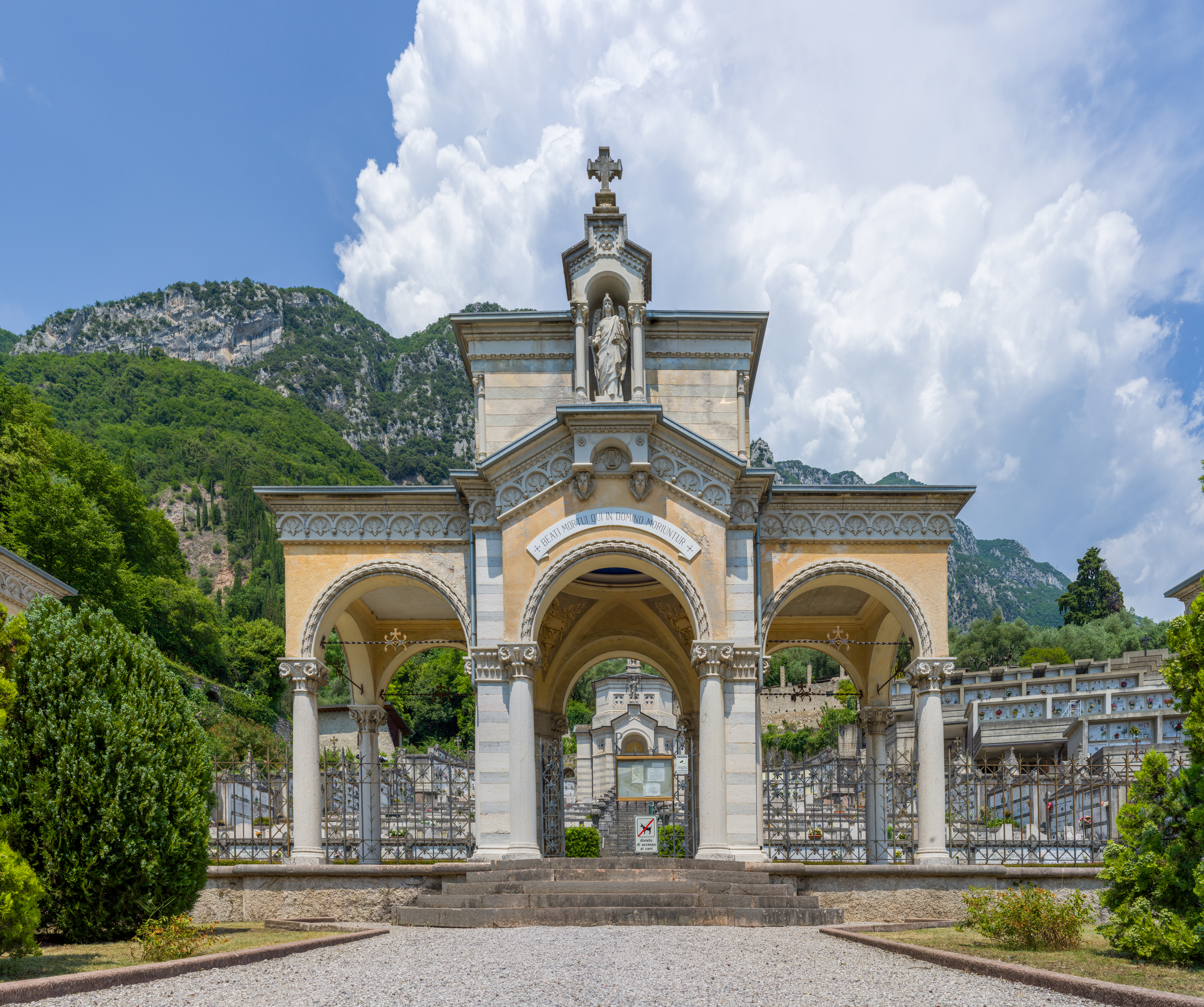
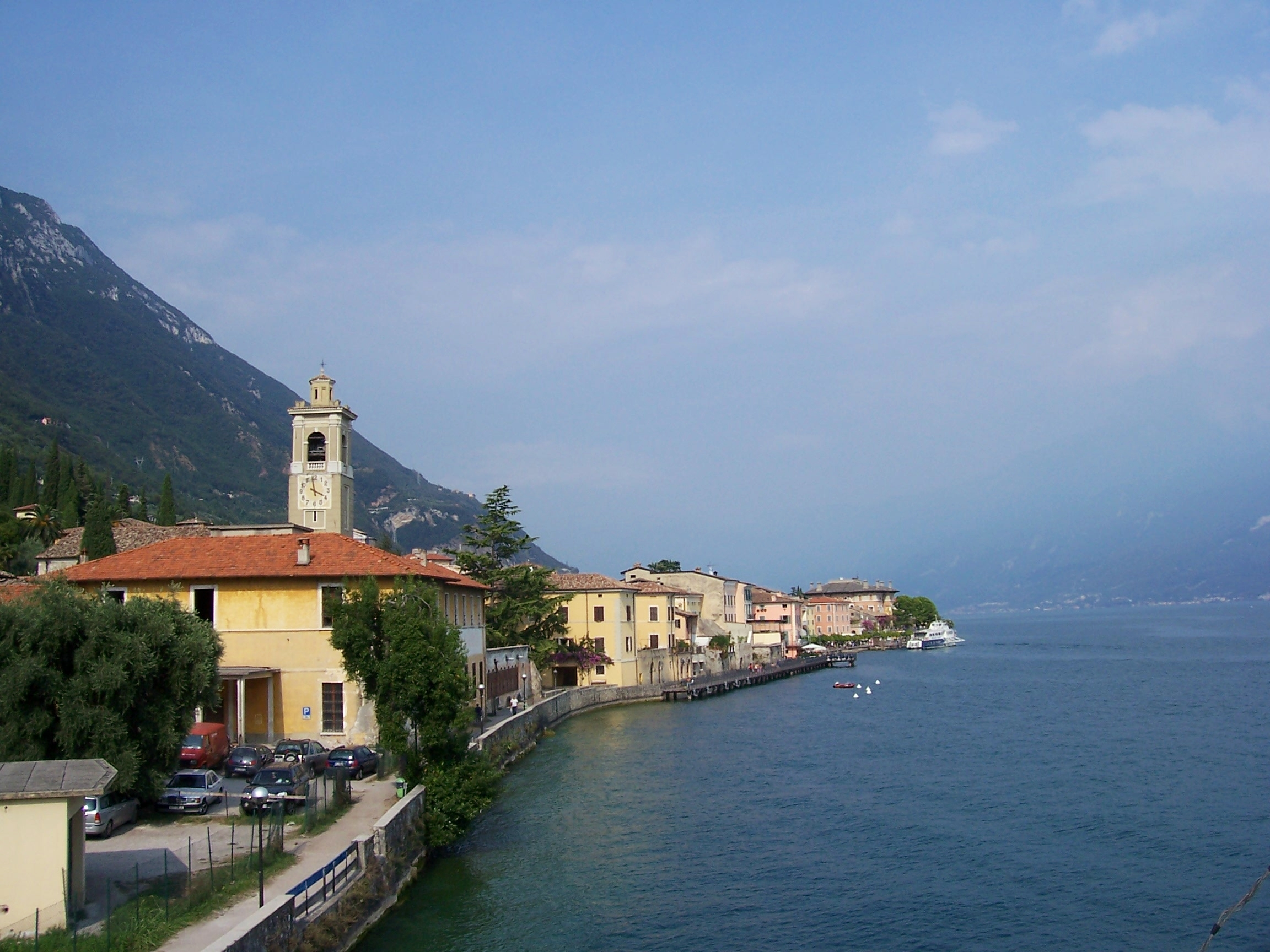